# Trokajny (gmina Łukta)
Trokajny (dawniej niem. Trukeinen) – wieś w Polsce położona w województwie warmińsko-mazurskim, w powiecie ostródzkim, w gminie Łukta. W latach 1975–1998 miejscowość należała administracyjnie do województwa olsztyńskiego. Miejscowość leży w historycznym regionie Prus Górnych.

## Historia
Przed styczniem 1945 r., gdy do wsi wkroczyły wojska radzieckie, we wsi mieszkali gospodarze: Wilhelm Fuchs, Friedrich Wehran, Erns Porschke, Rudolf Engling cieśla Fritz Grunwald, murarze: Fruedrich Kloss, Paul Kuss, Wilhelm Bart, Brunon Poschadel, Friedrich Drabe, Willi Lewandowski, Fritz Krispin,  robotnik budowlany Hermann Gruhn, robotnik drogowy Otto Lewandowski, robotnik Jodef Gralki, oraz Adolf Fuchs i Teschner Paul.